# Ioan Sion
Ioan Al. Sion (n. 28 septembrie 1890, Pitești, România – d. 24 noiembrie 1942, Bătălia de la Stalingrad, Rusia) a fost un general român. A murit pe front la Cotul Donului, fiind înaintat post-mortem la gradul de general de divizie.

## Biografie
Ioan Al. Sion s-a născut la data de 28 septembrie 1890, în municipiul Pitești. A urmat studii la Liceul Militar din Iași și a absolvit apoi Școala de Ofițeri de Artilerie, Geniu și Marină din București în 1911. Grade: sublocotenent - 01.07.1911, locotenent - 01.11.1914, căpitan - 01.04.1917, maior - 01.04.1920, locotenent-colonel - 01.10.1929, colonel - 16.10.1935, general de brigadă - 10.05.1941, general de divizie - 30.11.1942. Dispărut pe front la 21.11.1942.
Locotenentul Ioan Sion a fost trimis la Regimentul 2 Artilerie din București, primind comanda Bateriei 2/Divizionul I. Cu această unitate a luat parte la campania din 1916, distingându-se în luptele de la Perșani și Porumbacu. 
În aprilie 1929, a primit comanda Divizionului 1 Artilerie Călăreață și în octombrie a fost promovat la gradul de locotenent colonel. A fost înaintat la gradul de colonel la 16 octombrie 1935 și la gradul de general de brigadă la 10 mai 1941.
A primit comanda nou înființatei Divizii 1 Blindate. Divizia 1 Blindată a fost inițial subordonată Corpului 11 german din Armata 11. A început să treacă Prutul în timpul nopții de 2/3 iulie 1941 cu primele elemente. Primele acțiuni de luptă au avut loc pe 4 iulie, când tancurile românești au scos Regimentul 203 din Divizia 76 Infanterie germană dintr-o situație dificilă la Brătușeni. În continuare, divizia generalului Sion a înaintat până în apropierea Nistrului, în zona Moghilev, până pe 7 iulie.
A comandat Divizia 15 Infanterie în al Doilea Război Mondial.
A fost singurul comandant de divizie român ucis pe câmpul de luptă în timpul celui de-al Doilea Război Mondial, murind la data de 24 noiembrie 1942. Pentru faptele sale în decembrie 1942 a fost înaintat post-mortem la gradul de general de divizie și la 2 februarie 1943 a primit cea mai înaltă decorație românească pentru ofițeri.
A murit pe front la Cotul Donului, fiind înaintat
post-mortem la gradul de general de divizie. A comandat Divizia 15 Infanterie
în al Doilea Război Mondial. Pentru faptele sale a fost înaintat în 
grad post-mortem și a primit cea mai înaltă decorație românească pentru ofițeri. 
 În mijlocul 
trupelor, generalul Sion își îmbărbăta soldații, trecând de nenumărate 
ori la numai câțiva zeci de metri în fața tancurilor dușmane, prin focul
 mitralierelor. Locotenent-colonelul Krüger, martor al evenimentelor, 
avea să noteze: «Trupele române au luptat vitejește». Situația deosebit 
de critică în care s-au găsit trupele române a culminat la orele 10 
când, în forță, sovieticii au atacat satul. Muniția le era pe terminate;
câteva grenade și ultimele cartușe au fost împărțite de însuși 
generalul Sion. În panica ce se accentua din ce în ce mai mult, 
militarii au început să părăsească poziția. Generalul Sion a încercat să
le vorbească, să-i încurajeze. Totul era însă în zadar, ostașii 
retrăgându-se sub focul tancurilor inamice și al mitralierelor care 
loveau în plin. Tot câmpul luptei era acoperit de morți și răniți. La 
orele 13, în timp ce generalul Sion încerca, împreună cu câțiva 
subordonați să ajungă în dispozitivul diviziei germane, a fost somat să 
se predea. Unul dintre ofițeri, maiorul Busuioceanu a strigat: «Domnule 
general, rușii sunt aici, fugiți». Era însă prea târziu. Generalul a 
fost răpus de gloanțele dușmane. «Astfel – consemna jurnalul de operații
al marii unități – cade la datorie generalul Sion, care numai cu cei 
trei ofițeri din statul major și păzit de șoferul credincios, rămâne 
ultimul pe poziție ca cel mai brav între bravi, soldat al țării 
(...)»”.

## Decorații
- Ordinul Coroana României în grad de Cavaler - 1916
- Crucea de Fier cl. II - 1941
- Ordinul „Mihai Viteazul” clasa a III-a - 2 februarie 1943